# Iveragh
Iveragh è la più grande delle cinque penisole dell'Irlanda sud-occidentale, oltre che una delle più grandi dell'intera isola d'Irlanda. La seconda venendo da nord, è situata nel Kerry, separata dalla Penisola di Dingle dalla Baia di Dingle e dalla penisola di Beara dal River Kenmare, ed è percorsa per gran parte dal celebre tratto di strada circolare che parte dalla vicina Killarney, noto come Ring of Kerry. 

## Geografia

### Orografia

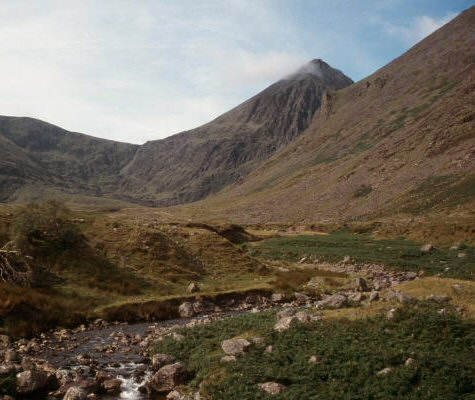
Carrantuohill

Gran parte della penisola è formata dalla massa montuosa centrale formata dalla catena dei Macgillicuddy's Reeks, che comprende le più alte montagne di tutta l'isola irlandese, fra le quali spicca il Carrantuohill, la cima che vanta il primato (1039 metri).
Oltre ai Reeks, sono presenti le Purple Mountains che formano coi precedenti le vallate selvagge del Parco Nazionale di Killarney, uno dei punti più visitati della nazione, specialmente nel punto chiamato Lady's View ("Veduta della Signora"). 
Altri monti importanti della penisola sono il monte Mangerton nell'estremità sud-orientale, il Coomacarrea ed il Knocknagantee. Molte volte il terreno si alza in maniera improvvisa vicino al mare, offrendo visuali spettacolari, come nel caso di Eagles Hill o del Beenmore.
Date le molte cime, altrettanti sono i passi montani, tra l'altro molto suggestivi e ben conosciuti in Irlanda e non solo. Tra tutti spicca senz'altro il Gap of Dunloe, un autentico tragitto da non affrontare in automobile disperso nelle selvagge vallate dei Purple Mountains; crocevia raggiunto praticamente da ogni turista che visita il Ring of Kerry è il Moll's Gap poco fuori il parco nazionale, mentre altri sono il Windy Gap, Ballaghbeama Gap ed il Passo di Ballaghisheen.

### Costa e isole

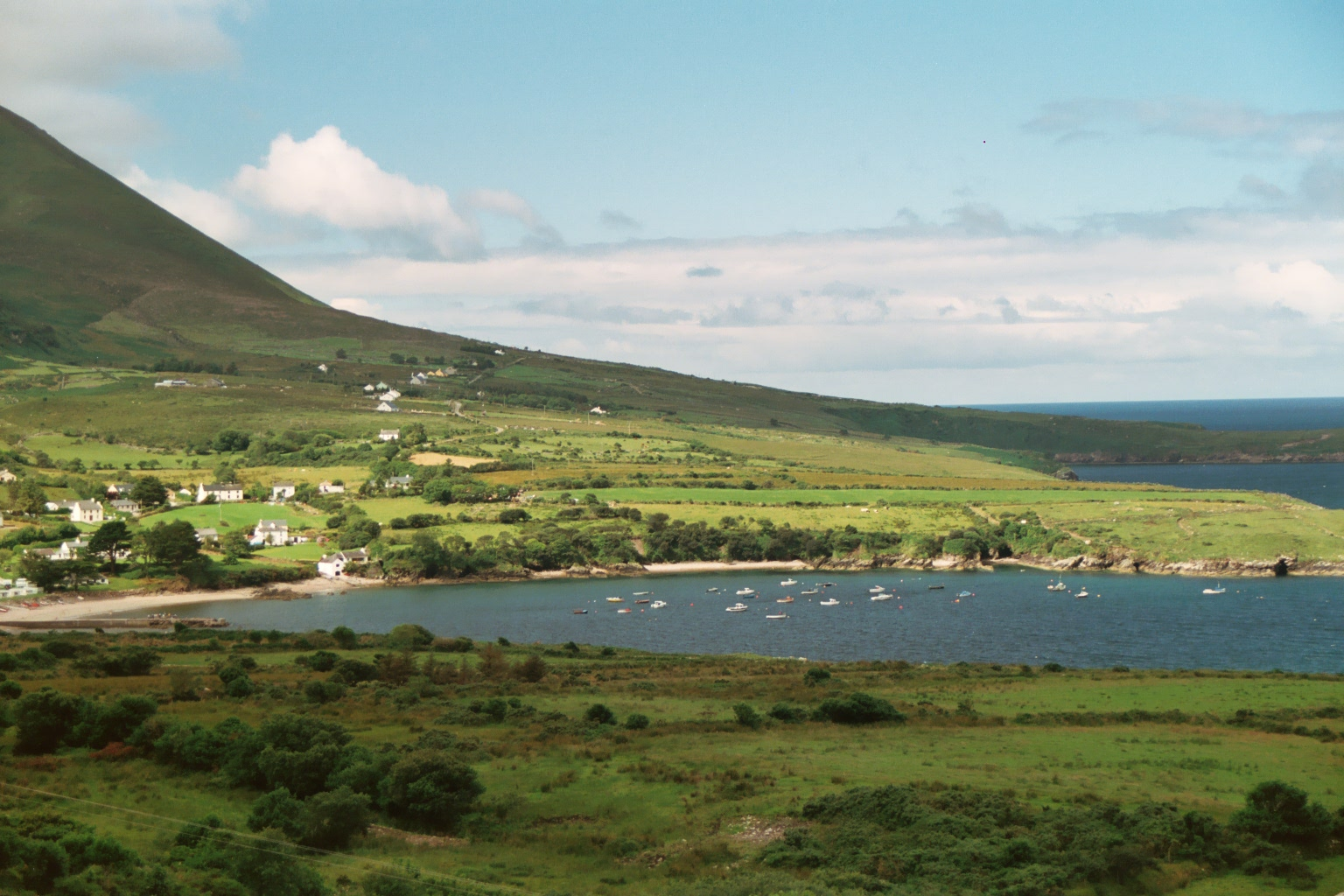
Baia di Kells

Le coste, per gran parte percorse dal Ring, sono il punto più affollato di turisti della penisola e possono essere senza dubbio considerate fra le più suggestive e famose d'Irlanda: in gran parte scoscese, sono caratterizzate da alture tondeggianti che finiscono in mare, che le rendono non drammatiche come in altre zone atlantiche della nazione, ma molto suggestive. Uno dei punti più celebri è vicino a Waterville, dove la costa s'innalza all'improvviso e rende possibili colpi d'occhio notevoli. Altro punto tipico è Parknasilla, zona formata da tante isolette che rende al meglio dall'alto di Eagles Hill. 

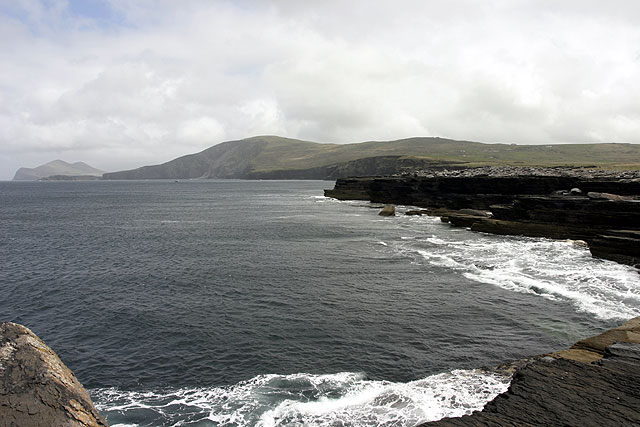
La costa di Valentia

Le baie principali sono, partendo da nord, Castlemaine Harbour, condivisa con la Penisola di Dingle e il resto del Kerry, Rossbeigh Creek e la piccola quanto suggestiva Baia di Kells, tutte insenature minori della vasta Baia di Dingle; nella parte occidentale la Baia di Doulus fa da preambolo al Canale di Portmagee, che divide Iveragh da Valentia Island, dopodiché si aprono le tre baie principali, la Baia di Saint Finan, la baia di Ballinskellig e Derrynane, mentre a sud, infine, c'è la vasta insenatura chiamata River Kenmare.
Al largo di Iveragh ci sono un numero elevato di isole. La già citata Valentia Island, talmente vicina alla penisola che vi è collegata con un corto ponte, è la più vasta e importante, seguita immediatamente dalle incredibili isole Skellig, poco più di due grossi scogli ma importantissimi a livello naturalistico e, nel caso di Skellig Michael, archeologico per la presenza di un monastero protetto dall'UNESCO. Le altre isole minori che hanno un nome conosciuto diffusamente sono Beginish, l'Isola di Scariff, l'Isola di Deenish, Sherky Island e Garinish Island.

## Centri abitati
- Killarney
- Waterville
- Caherdaniel
- Cleady
- Kenmare
- Greenane
- Letterfinish
- Sneem
- Mastergeehy
- Teerromoyle
- Beaufort